# 博胡尼夫卡 (扎波罗热州)
48°2′53″N 35°45′9″E / 48.04806°N 35.75250°E
博胡尼夫卡（烏克蘭語：Богунівка）是位於烏克蘭東南部的村莊，由扎波羅熱州扎波羅熱区的新米科拉伊夫卡市鎮負責管轄。該村距離彼得羅巴甫利夫斯凱1公里，面積6.25平方公里，海拔高度137米，2001年人口49。